# Michael Coppola
Michael Coppola, detto trigger Mike (New York, 2 luglio 1900 – Boston, 1º ottobre 1966), è stato un mafioso statunitense, importante membro e spietato sicario della famiglia Genovese di New York dall'inizio degli anni venti, fino all'inizio degli anni sessanta.
Fedelissimo e amico di Lucky Luciano, viene promosso a capodecina subito dopo la fine della guerra castellammarese, curando gli affari della famiglia ad East Harlem.

## Biografia
Michele Coppola nasce nel 1900 a New York. Entra a far parte della famiglia Masseria all'inizio degli anni venti, in pieno proibizionismo, come soldato, facendosi la reputazione di killer sadico e violento.
Alla fine della guerra Castellammarese, Coppola diventa uno dei pezzi grossi della cosca, e il suo amico e nuovo boss della famiglia Lucky Luciano, ristruttura la cosca e lo promuove capodecina affidandogli il territorio di East Harlem, dove si occupa del lucroso racket della lotteria del valore di circa 1.000.000 di dollari l'anno, monopolizza il mercato ortofrutticolo dei carciofi e di altre verdure in società con Ciro Terranova. Inoltre prende il controllo del Mason tenders local 47, e del Laborers union local 13, due importanti sindacati degli operai edili. I soldati più importanti della sua decina sono: il suo braccio destro Philip Lombardo, Anthony Salerno con i fratelli Angelo e Ferdinando, ed il cugino Tony, Joe Stracci, Joseph Rao, Joseph Gagliano, Frank Livolsi, Anthony Ferro, Al Rosato, Giovanni Schillaci, Joseph Tortorici, Alfred Cipolla, Felix Monaco, Pasquale Erra, ed i cugini Benjamin DiMartino, Anthony DiMartino, Theodore DiMartino, e Charles Albero. Nel 1937 il suo boss e amico Luciano viene condannato ad una lunga pena detentiva in carcere, così affida la reggenza a Frank Costello, con cui lo stesso Coppola è grande amico.
Nel 1946 Coppola è il mandante dell'omicidio di Joseph Scottoriggio, candidato del partito repubblicano, il quale si opponeva all'altro candidato sostenuto da Coppola e dalla mafia, Vito Marcantonio. Nel 1957 Frank Costello si ritira dagli affari, dopo aver subito un tentato omicidio ordinato dal suo rivale Vito Genovese, il quale diventa il nuovo boss della famiglia. Ma tra Genovese e Coppola non corre buon sangue a causa della fedeltà e amicizia con il precedente boss Costello, e da quel momento in poi il potere di Coppola andrà progressivamente diminuendo. Nel 1960 Coppola è uno degli 11 uomini elencati ufficialmente nel libro nero dello stato del Nevada dalla commissione sul gioco d'azzardo di Las Vegas. Nel 1961 viene condannato per evasione fiscale a 4 anni di reclusione ed al pagamento di una multa di 40.000 dollari.
Due anni dopo, nel 1963, viene scarcerato dal penitenziario federale di Atlanta, ma ormai il potere di Coppola è completamente svanito. Tre anni dopo, il 1º ottobre 1966, Michele Coppola muore di cause naturali al Massachusetts General Hospital di Boston.